# Samtse
Samtse sau Samchi (în tibetană: བསམ་རྩེ) este un oraș situat în partea de sud-vest a Bhutanului. Este reședința districtului Samtse.